# Brannon Braga
Brannon Braga (/ˈbrɑːɡə/; n. 14 august 1965, Bozeman⁠(d), Montana, SUA) este un producător de televiziune, regizor si scenarist american. Cel mai cunoscut pentru munca sa la franciza Star Trek, Braga a fost o forță creativă cheie din spatele a trei dintre serialele francizei. Ulterior a devenit producător executiv și scenarist al mai multor programe Fox, printre care 24 de ore, Terra Nova și The Orville. Printre filmele la care a lucrat ca scenarist se numără producții ca Misiune: Imposibilă II, Star Trek: Generații și Star Trek: Primul contact.
A fost producător executiv al seriei Fox, Cosmos: Odisee în timp și spațiu, o relansare a miniseriei din 1980 găzduită de Carl Sagan pentru care Braga a câștigat un premiu Peabody, Premiul Asociației Criticilor de Film și Premiul asociației producătorilor (Producers Guild Award). În plus, Braga a fost nominalizat la trei premii Emmy. Braga a lucrat, de asemenea, ca scenarist, producător executiv și co-creator al seriei dramatice Salem, prima serie originală a canalului WGN America.

## Carieră

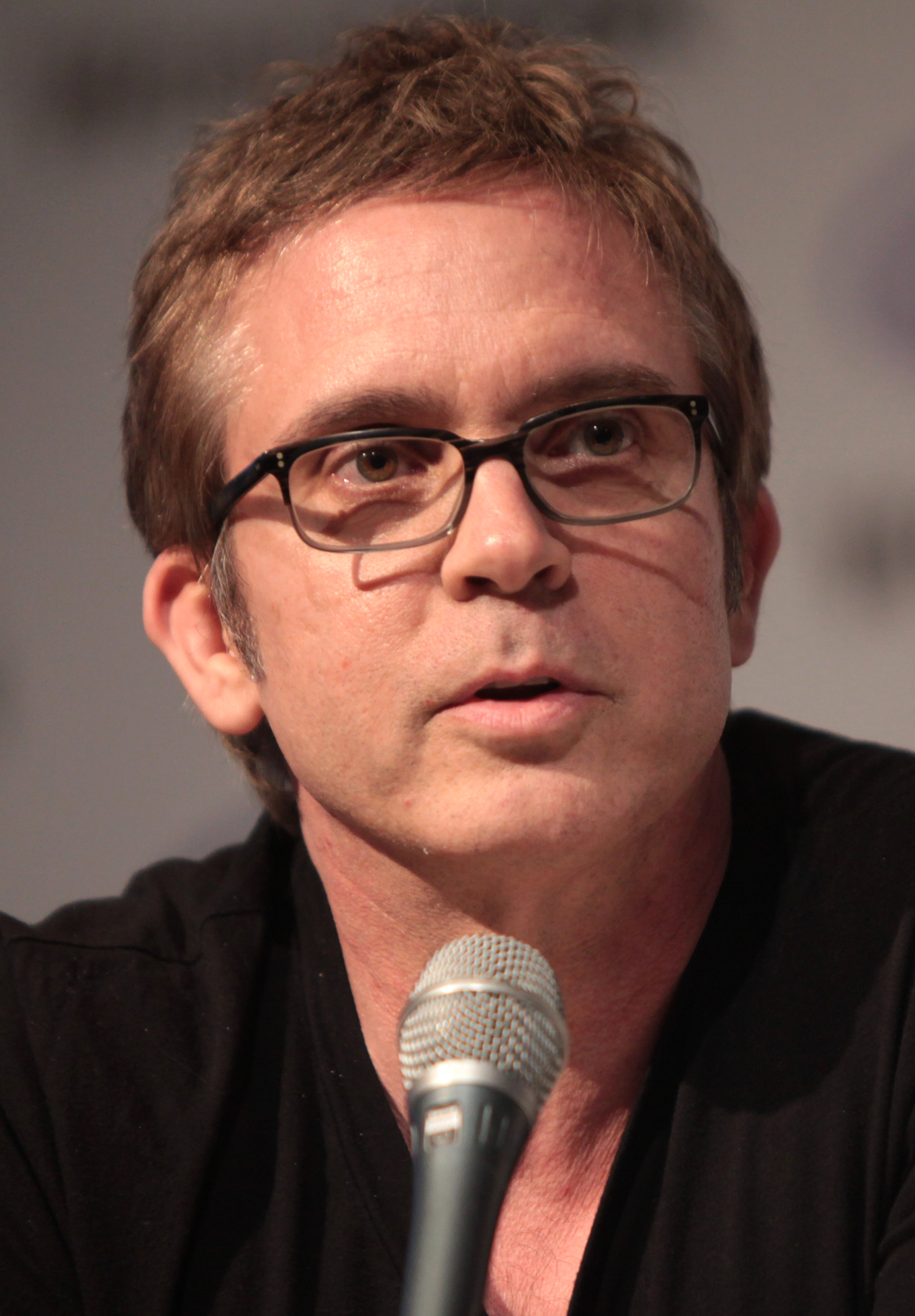
Brannon Braga la WonderCon în 2015

Braga a început ca stagiar la Star Trek: Generația următoare în 1990 ca parte a programului de stagii al Fundației Academiei de Televiziune, devenind în cele din urmă co-producător al sezonului final al seriei. El a făcut parte din echipa creativă nominalizată la Premiul Emmy Primetime în 1994 pentru cea mai bună serie dramatică și a câștigat premiul Hugo pentru cea mai bună prezentare dramatică în 1995 pentru munca sa la episodul final al seriei, „All Good Things...” unde a colaborat cu Ronald D. Moore. Alte episoade populare Star Trek: Generația următoare la care a lucrat sunt Cause and Effect", "Frame of Mind" , "Parallels" și altele.
Apoi s-a alăturat echipei Star Trek: Voyager ca producător și a fost ales producător executiv anul următor. A lucrat ca showrunner pentru Voyager până la sfârșitul celui de-al șaselea sezon, când s-a mutat la producția seriei Star Trek: Enterprise. El a făcut echipă cu Moore pentru a scrie două filme de lung metraj Star Trek - Star Trek: Generații și Star Trek: Primul contact. Mai târziu, au dezvoltat și scenariul filmului Misiune: Imposibilă II. A continuat să fie co-creator al seriei Star Trek: Enterprise și fost producător executiv de la al patrulea până la ultimul sezon al acestei serii.
Înainte de anularea seriei Star Trek: Enterprise Braga a fost co-creator al seriei dramatice științifico-fantastice de pe CBS Punct de criză și a fost numit producător executiv și scenarist al seriei Fox, 24 de ore, pentru episoadele șapte și opt. El a fost, de asemenea, producător executiv și scenarist al serialului SF ABC Amintiri din viitor (FlashForward) din 2009.
În timp ce se afla la conducerea echipei de producție a seriei Terra Nova, Braga a fost abordat pentru a co-scrie o serie de benzi desenate în patru părți intitulată Star Trek: The Next Generation: Hive pentru IDW, care a debutat în 2012.
Braga a fost producătorul și unul dintre regizorii seriei de educație științifică din 2014 Cosmos: Odisee în timp și spațiu, o continuare a seriei din 1980 Cosmos: Călătorie în Univers care a fost găzduită de Carl Sagan. Braga a colaborat la acest proiect cu scriitoarea serialului original și văduva lui Sagan, Ann Druyan, producătorul executiv Seth MacFarlane și gazda Neil deGrasse Tyson. Seria de 13 episoade a avut premiera la 9 martie 2014 și a avut în mare parte reacții pozitive din partea criticilor și a telespectatorilor. Braga a fost nominalizat la un premiu Emmy pentru munca sa la acest serial. Luna următoare a avut loc premiera seriei de televiziune de dramă fantastică și istorică Salem, serie pe care Braga a co-creat-o împreună cu Adam Simon și la care a lucrat ca unul dintre producătorii executivi. În 2014, Braga a regizat videoclipul lui Marilyn Manson "Cupid Carries a Gun" de pe albumul The Pale Emperor.
Braga este unul dintre producătorii seriei The Orville, o comedie-dramatică științifico-fantastică din 2017 inspirată de Star Trek. De asemenea, a regizat mai multe episoade ale acestui serial.

## Viață personală

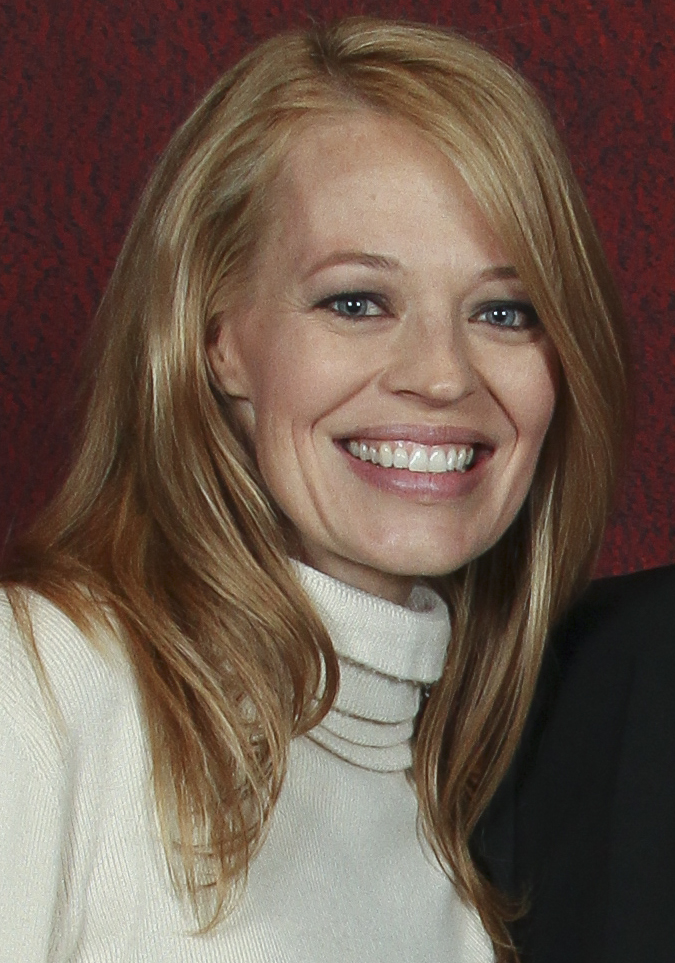
Jeri Ryan în 2014

În timpul producției Star Trek: Voyager, Braga s-a întâlnit cu vedeta Jeri Ryan pentru câțiva ani după ce s-a alăturat distribuției ca Seven of Nine în al patrulea sezon. Între februarie și noiembrie 2000, au fost hărțuiți de Marlon Estacio Pagtakhan, care a fost condamnat pentru hărțuire și amenințări în mai 2001.

## Filmografie
- Star Trek: The Next Generation
- Star Trek: Voyager
- Mission: Impossible 2
- Star Trek: Enterprise
- Threshold
- 24
- FlashForward
- Terra Nova
- Cosmos: A Spacetime Odyssey
- Salem
- The Orville
- Cosmos: Possible Worlds
- Books of Blood

## Vezi și
- Listă de oameni din statul Montana